# برمجيات جنوم
برمجيات جنوم (بالإنجليزية: GNOME Software)‏  أداة لتثبيت التطبيقات والتحديثات على نظام لينكس. وهو جزء من تطبيقات جنوم الأساسية، وقد أُدخل في جنوم 3.10.

## الاستخدام
تُستخدم برمجيات جنوم لإضافة وإدارة مستودعات البرامج وكذلك مستودعات مستودعات حزم أوبونتو الشخصية (PPA). استبدل أوبونتو "مركز برامج أوبونتو" السابق بـ "برمجيات جنوم" في أوبونتو 16.04. كما تدعم برمجيات جنوم خدمة فوبد (بالإنجليزية: fwupd)‏ لخدمة برامج النظام الأساسية.